# Stilpnaroma venosa
Stilpnaroma venosa är en fjärilsart som beskrevs av Erich Martin Hering 1926. Stilpnaroma venosa ingår i släktet Stilpnaroma och familjen tofsspinnare. Inga underarter finns listade i Catalogue of Life.